# Bunkeflo strandkyrka
Bunkeflo strandkyrka är en kyrkobyggnad i Bunkeflostrand. Den är sedan 2014 församlingskyrka i Limhamns församling i Lunds stift. Kyrkan är ihopbyggd med ett församlingshem som heter Birgittagården.

## Kyrkobyggnaden
Kyrkan med församlingshem uppfördes åren 1989–1990 efter ritningar av arkitekt Bernt Gunnarsson. Den 11 mars 1990 invigdes kyrkan av biskop Per-Olov Ahrén. För att kunna möta efterfrågan från Bunkeflostrands växande befolkning genomfördes en omfattande renovering och ombyggnad åren 2004–2005 efter program av arkitekt Bo Svensson. Kyrkorummet vreds ett åttondels varv och ett litet kor byggdes till åt öster. Kyrkorummets tak försågs med en glaslanternin och orgeln placerades i en utbyggd nisch i norr. I norra flygeln tillkom församlingsexpedition, arbetsrum och lunchrum. I södra flygeln tillkom sakristia, rum för barn- och ungdomsverksamhet samt ett speciellt kör- och musikrum. I kyrkorummet tillkom glasmålningar utförda av Erland Forsberg. Den 17 april 2005 återöppnades kyrkan och Birgittagården.

## Inventarier
- Altartavlan från 1990 är en triptyk i form av en ikon målad av Erland Forsberg som föreställer den uppståndne Jesus sittande på sin himmelska tron.
- Orgeln med nio stämmor, två manualer och pedal är byggd 1994 Wilhelm Laukhuff orgelteile i Wilkersheim i Tyskland och levererad av Kaliff & Löthman i Ålem och invigd 23 oktober 1994.
- Dopfunten är fyrkantig träpelare med faner av lackad bok. Tillhörande dopskål är formgiven av Lars Hellsten och skänkt av Orrefors glasbruk.
- En ambo av lackad bok består av en trekantig pelare på en svart fotplatta och har en snedställd toppskiva.
- Kyrkklockan är gjuten 1990 av M & E Ohlssons klockgjuteri i Ystad. Klockan hänger i en fristående klockstapel.